# تأكزم ذاتي
التأكزم الذاتي هو رد فعل جلدي حاد معمم لمجموعة متنوعة من المحفزات، بما في ذلك الأمراض الجلدية المعدية والالتهابية. يُشار إلى الطفح الجلدي الحاك الذي يميز تفاعل الطفحة، والذي يعتبر مناعيًا في الأصل، باسم الفطور الجلدية، القمل، البكتريا عندما يرتبط بعملية معدية مقابلة، والسل عندما يرتبط بالسل. المظاهر السريرية والنسيجية متغيرة وتعتمد على مسببات الطفح، وقد تحدث مظاهر جهازية. وهو تفاعل أكزيمائي منتشر يحدث بسبب إطلاق المستضد (المستضدات) بعد التعرض لمحفز أولي، مع انتشار الأكزيما إلى موقع بعيد عن الموقع الأصلي. يرتبط هذا التعميم الذي يبدو محيرًا في أغلب الأحيان بالتهاب الجلد الركودي أو سعفة القدم، على الرغم من أنه قد يكون ناجمًا عن مجموعة واسعة من الاضطرابات الأخرى. نحن نفترض أن الخلايا التائية تتفاعل مع مستضدات الخلايا الكيراتينية التي يتم إنتاجها أثناء تلف الخلايا الكيراتينية، والتي تحفز هذا التأكزيم الذاتي. هناك حاجة لدراسات باستخدام التكنولوجيا الحالية لتسهيل فهم هذه الظاهرة بشكل أكبر.
الإمراض ليس مفهوما تماما. إحدى الفرضيات هي أن الأكزيما الذاتية ترجع إلى فرط تهيج الجلد الناجم عن المحفزات المناعية أو غير المناعية والتي تتوسطها السيتوكينات الجلدية. النتائج النسيجية غير محددة وتشمل الإسفنجية وارتشاح الخلايا اللمفاوية الجلدية مع الحمضات.